# SingStar Celebration
SingStar Celebration ist ein vom englischen Entwicklerstudio SIE London Studio exklusiv für die PlayStation 4 entwickeltes Musikspiel aus der SingStar-Reihe für bis zu acht Mitspieler. Das Videospiel ist Teil der PlayLink-Serie, bei dem nicht der Controller, sondern ein Smartphone oder ein Tabletcomputer mit Android- oder iOS-Betriebssystem als Eingabegerät zur Bedienung genutzt wird. SingStar Celebration wurde erstmals auf der Fachmesse Electronic Entertainment Expo 2017 in Los Angeles vorgestellt und erschien am 22. November 2017.

## Voraussetzungen
Neben dem Download oder dem Kauf einer physischen Version des Spiels für die PlayStation 4 ist die Installation einer zusätzlichen App erforderlich, die kostenlos im Google Play Store für Android-Betriebssysteme respektive im App Store für Geräte mit iOS-Betriebssystem zur Verfügung steht. Eine notwendige technische Voraussetzung ist es, dass sich alle Geräte im selben WLAN-Netz befinden, damit die Kommunikation zwischen der Spielkonsole und dem Smartphone oder Tablet ermöglicht wird. Ist der Zugang zu einer drahtlosen Verbindung nicht gegeben, kann ein Wi-Fi-Hotspot seitens der PlayStation 4 aufgebaut werden, der dann zur Verbindung der Mobilgeräte genutzt werden kann.

## Spielablauf
Es handelt sich bei SingStar Celebration um ein Musikspiel, bei dem bis zu acht Mitspieler in unterschiedlichen Karaoke-Wettbewerben gegeneinander oder gemeinsam antreten können. Die Aufgabe ist es, bekannte Songs so nachzusingen, dass die am Bildschirm vorgegebene Tonlage und -länge, dargestellt durch farbige Balken, möglichst genau getroffen wird. Wurde bei den bislang erschienenen Spielen der SingStar-Serie ein Mikrofon benötigt, wird dieses nun durch das Smartphone oder Tablet ersetzt. Die eigene Darbietung kann mittels der PlayStation Kamera aufgenommen und Videos sowie Bilder direkt in sozialen Netzwerken wie Twitter oder Facebook geteilt werden.
Die Musikauswahl beinhaltet 30 ältere und aktuelle Titel, wie beispielsweise Oops! I Did it Again von Britney Spears oder I Still Haven’t Found What I’m Looking For von U2. Interessenten können Vorschläge für weitere Lieder in einem eigenen Forum für das Spiel einbringen.

## Soundtrack
- ABBA – Dancing Queen
- Adele – Hello
- Amy Winehouse – Rehab
- Andreas Gabalier – I Sing A Liad Für Di
- Avicii – Wake Me Up
- Blondie – One Way Or Another
- BOY – Little Numbers
- Britney Spears – Oops!… I Did It Again
- Calvin Harris & Disciples – How Deep Is Your Love
- Chima – Morgen
- EFF – Stimme
- Elle King – Ex’s and Oh’s
- Fettes Brot – Von der Liebe
- Fun. – Some Nights
- Jason Derulo – Want To Want Me
- Kings of Leon – Use Somebody
- Lena – Traffic Lights
- Marteria – Welt der Wunder
- Meghan Trainor – All About That Bass
- Namika – Lieblingsmensch
- Oasis – Wonderwall
- OMI feat. Nicky Jam – Cheerleader
- Peter Fox – Haus am See
- Roxette – It Must Have Been Love
- Sia – Cheap Thrills
- Stereoact feat. Kerstin Ott – Die immer lacht
- The Chainsmokers feat. Halsey – Closer
- Tim Bendzko feat. Cassandra Steen – Unter die Haut
- U2 – I Still Haven’t Found What I’m Looking For
- Zara Larsson – Lush Life[6]